# Сельское поселение «Село Иннокентьевка»
Се́льское поселе́ние «Село Иннокентьевка» — муниципальное образование в Нанайском районе Хабаровского края Российской Федерации.
Административный центр — село Иннокентьевка.

## История
Статус и границы сельского поселения установлены Законом Хабаровского края от 28 июля 2004 года № 208 «О наделении посёлковых, сельских муниципальных образований статусом городского, сельского поселения и об установлении их границ».

## Население
| 2010 | 2011  | 2012  | 2013  | 2014  | 2015 | 2016 |
| ---- | ----- | ----- | ----- | ----- | ---- | ---- |
| 1109 | ↘1108 | ↘1071 | ↘1047 | ↘1012 | ↘953 | ↘924 |
| 2017 | 2018  | 2019  | 2020  | 2021  |      |      |
| ↘908 | ↘880  | ↘854  | ↘819  | ↘726  |      |      |

## Состав сельского поселения
| № | Населённый пункт | Тип населённого пункта       | Население |
| - | ---------------- | ---------------------------- | --------- |
| 1 | Иннокентьевка    | село, административный центр | ↘726      |